# 8ª Armata delle guardie
La 8ª Armata delle guardie (in russo 8-я гвардейская армия?, 8-ja gvardejskaja armija, unità militare 61877), fu una formazione dell'Armata Rossa costituita in origine come 62ª Armata, la quale assunse la sua nuova denominazione il 16 aprile 1943 in riconoscimento dell'eccezionale valore dimostrato durante la vittoriosa difesa della città di Stalingrado nella fase più importante della seconda guerra mondiale sul Fronte orientale.
L'8ª Armata delle guardie, al comando del generale Vasilij Ivanovič Čujkov, rimase in combattimento fino alla fine della guerra, distinguendosi nella liberazione di Dnepropetrovsk, Zaporož'e e Odessa, e soprattutto nell'avanzata in Polonia e in Germania. L'8ª Armata delle guardie prese parte allo scontro finale di Berlino, combattendo una nuova battaglia urbana, giungendo a poche centinaia di metri dalla Cancelleria e dal bunker di Adolf Hitler e ricevendo la resa finale della guarnigione tedesca.
Dopo la vittoria, l'8ª Armata delle guardie rimase schierata in Germania orientale nel settore critico della stretta di Fulda, come elemento di punta del Gruppo di forze sovietiche in Germania, le unità dell'Armata Rossa in massima prontezza operativa in caso di conflitto con la NATO; dopo la fine della Guerra Fredda e la dissoluzione dell'Unione Sovietica, l'armata venne ritirata in Russia e quindi ufficialmente disciolta nel 1992.
L'8ª Armata è stata ufficialmente ricostituita nel 2017 come 8ª Armata combinata (in russo 8-я общевойсковая армия?, 8-ja obščevojskovaja armija, unità militare 33744) con posto di comando a Novočerkassk, nella Russia meridionale, nel quadro del programma di graduale potenziamento dell'esercito della Federazione russa.

## Storia dell'8ª Armata delle guardie

### Dal Dnepr alla Vistola
Stalin e l'alto comando sovietico riconobbero lo straordinario valore dimostrato dalla 62ª Armata nella battaglia di Stalingrado: oltre a numerosi riconoscimenti individuali, quasi tutte le divisioni ricevettero il titolo onorifico di unità "delle guardie". La 62ª Armata stessa cambiò nome e il 16 aprile 1943 divenne ufficialmente l'8ª Armata delle guardie; il generale Vasilij Ivanovič Čujkov, protagonista della vittoria, rimase al comando dell'armata che in aprile 1943 venne trasferita su convogli ferroviari verso ovest in direzione del fronte sul Donec per riprendere la sua partecipazione alla guerra.
Dopo la fine della micidiale battaglia di Stalingrado quindi l'8ª Armata delle guardie passò alcuni mesi in riorganizzazione e inizialmente non prese parte alle grandi battaglie della primavera-estate 1943; al contrario delle altre armate vittoriose a Stalingrado, l'armata del generale Čujkov non venne schierata nei fronti impegnati nella grande battaglia di Kursk e nelle successive offensive sovietiche. L'8ª Armata delle guardie ritornò invece in campo con un ruolo importante nell'autunno 1943 dopo essere stata assegnata al gruppo di forze del generale Rodion Malinovskij impegnato a liberare le grandi città sul basso Dniepr. Dopo alcuni attacchi falliti, il generale Malinovskij ricevette personalmente da Stalin il rinforzo dell'8ª Armata delle guardie per sferrare un audace attacco notturno su Zaporož'e.
L'8ª Armata, rafforzata da due corpi corazzati, passò quindi all'offensiva alle ore 22.00 della notte del 13 ottobre 1943; il piano sovietico ebbe pieno successo. In connessione con i contemporanei attacchi di altre due armate sovietiche, l'8ª Armata si aprì la strada combattendo verso Zaporož'e; dopo aspri combattimenti i tedeschi abbandonarono la città dopo aver distrutto in parte la strada maestra che conduceva al ponte sul Dniepr e alla diga che alimentava la grande centrale elettrica. Dopo questo successo i sovietici continuarono l'offensiva in direzione di Dnepropetrovsk; il generale Malinovskij sferrò un nuovo attacco combinato a cui partecipò anche l'armata del generale Čujkov. Mentre unità di altre armate sovietiche avanzavano verso Krivoj Rog e raggiungevano la centrale elettrica evitando la sua totale distruzione da parte dei tedeschi, l'8ª Armata delle guardie marciò in direzione di Dnepropetrovsk e furono i soldati di una delle divisioni dell'armata, la 39ª Divisione fucilieri delle guardie, che il 25 ottobre 1943 liberarono la grande città sul Dniepr.
Il 10 gennaio 1944 l'8ª Armata delle guardie, sempre alle dipendenze del fronte del generale Malinovskij, diede inizio alla nuova serie di offensive sulla linea del Dniepr; mentre altre forze conquistavano finalmente dopo violenti combattimenti la testa di ponte di Nikopol', l'armata del generale Čujkov combatté con successo nel settore di Apostolovo e quindi marciò verso ovest fino alla linea del fiume Ingulets che venne superata il 6 febbraio 1944. Dopo questi successi l'8ª Armata delle guardie continuò l'offensiva anche a marzo e aprile 1944 e avanzò in direzione di Odessa, difesa dalla nuova 6. Armee tedesca, ricostituita dopo l'annientamento a Stalingrado; i sovietici ebbero la meglio anche questa volta dopo una nuova serie di aspre battaglie e i soldati del generale Čujkov il 10 aprile 1944 entrarono a Odessa mentre le forze tedesche superstiti ripiegavano oltre il Dnestr.
Dopo il raggiungimento del confine con la Romania, l'alto comando sovietico aveva deciso di sferrare nell'estate 1944 l'attacco principale nel settore centrale del fronte orientale trasferendo una parte delle sue forze in Bielorussia per rafforzare lo schieramento destinato all'operazione Bagration. L'8ª Armata delle guardie fu una delle formazioni destinata ad essere trasferita a nord e all'inizio di giugno 1944 l'armata del generale Čujkov venne ritirata dal fronte del Dnestr e, dopo un breve periodo nelle riserve, venne inviata per ferrovia a partire dal 12 luglio 1944 al 1º Fronte bielorusso del generale Konstantin Rokossovskij. Il trasferimento avvenne nel massimo segreto e si concluse con un brillante successo; l'armata raggiunse le sue nuove posizioni senza essere individuata dai tedeschi ed ebbe modo di perfezionare le sue tattiche offensive e di organizzare accuratamente le sue forze e i suoi rifornimenti. Il 18 luglio 1944 il generale Rokossoviskij diede inizio all'offensiva Lublino-Brest; l'8ª Armata delle guardie costituiva la forza principale d'attacco e passò all'offensiva dopo un pesante bombardamento dell'artiglieria pesante ordinato dal generale Čujkov. L'attacco dell'armata ebbe pieno successo: il fronte tedesco venne facilmente sfondato e i sovietici poterono avanzare subito in profondità; nonostante alcuni ordini contraddittori e incertezze strategiche dell'alto comando, i reparti dell'8ª Armata marciarono entro la fine di luglio fino alla linea della Vistola e riuscirono a costituire una preziosa testa di ponte a Magnuszew che ai primi di agosto venne difesa nonostante i contrattacchi tedeschi. Il fronte orientale si stabilizzò per alcuni mesi in questo settore e l'armata poté rafforzare le sue posizioni sulla Vistola in vista della prevista offensiva invernale.

### Vittoria a Berlino
Il 14 gennaio 1945 il potente "1° Fronte bielorusso" del maresciallo Georgij Žukov diede inizio alla grande offensiva finale a partire dalle teste di ponte sulla Vistola; l'8ª Armata delle guardie del generale Čujkov era stata ammassata nella area di Magnuszew e costituiva l'elemento di punta dell'attacco insieme ai mezzi corazzati della 1ª Armata corazzata delle guardie. L'offensiva raggiunse subito una successo totale: le difese tedesche furono travolte, i reparti d'assalto conquistarono le posizioni e i carri armati avanzarono il primo giorno di 30 chilometri. I reparti dell'8ª Armata delle guardie parteciparono allo sfondamento e avanzarono altrettanto rapidamente dei mezzi corazzati con tappe di 24-30 chilometri al giorno. Il generale Čujkov decise di sfruttare la favorevole occasione e spinse in avanti con la massima energia i suoi uomini senza preoccuparsi dei piani originari; il 17 gennaio 1945 i suoi soldati marciarono per 40 chilometri e il giorno seguente l'8ª Armata delle guardie arrivò alla periferia di Łódź. Dopo aver rischiato di subire un attacco degli aerei sovietici non informati della posizione dei reparti dell'armata, i soldati del generale Čujkov il 19 gennaio 1945 assaltarono di sorpresa la città che venne liberata con estrema facilità.

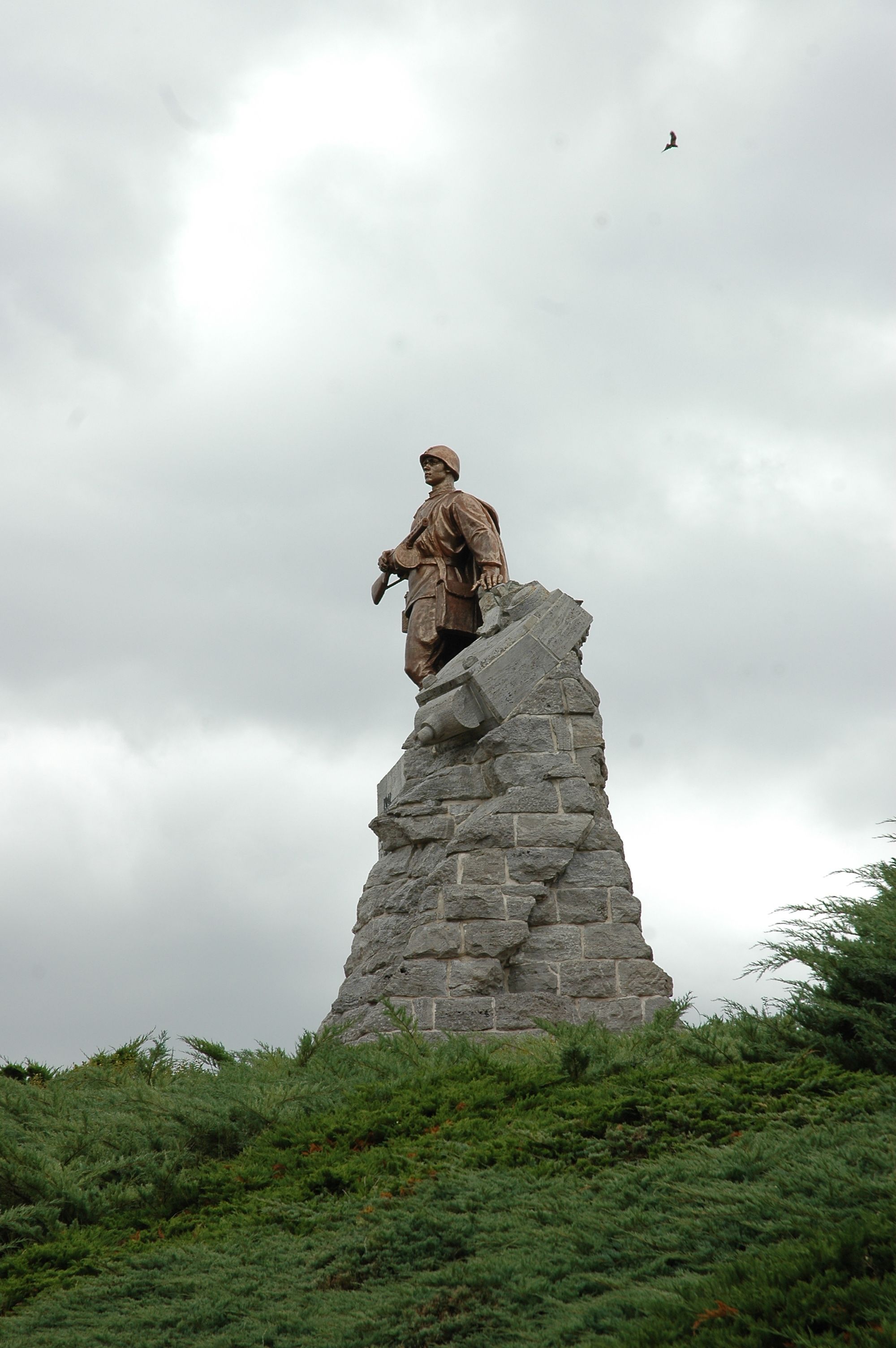
Monumento sull'alture di Seelow dedicato ai soldati sovietici che combatterono nell'offensiva finale di Berlino.

L'8ª Armata delle guardie riprese subito l'avanzata; le truppe ormai erano in marcia sulla direttrice di Berlino e comandanti e soldati erano estremamente determinati a raggiungere "l'obiettivo finale" della guerra. Per guadagnare tempo il generale Čujkov decise di rinunciare ad attaccare la roccaforte di Posen che appariva fortemente difesa e, dopo aver lasciato alcuni reparti per assediarla, aggirò la città da nord e riprese ad avanzare alla massima velocità. L'armata tuttavia era sempre più lontana dalle retrovie del fronte e iniziava soffriva di crescenti carenze di equipaggiamento e munizioni; nonostante queste difficoltà, il 31 gennaio i soldati superarono la debole resistenza di reparti improvvisati tedeschi a Meseritz e arrivarono alla linea dell'Oder che peraltro era già stata superata più a nord dalla 5ª Armata d'assalto. L'8ª Armata raggiunse il fiume a sud della fortezza di Küstrin e il generale Čujkov riuscì entro il 3 febbraio 1945 a costituire una testa di ponte facendo attraversare i suoi soldati nonostanze la mancanza di equipaggiamenti e armamenti adeguati. Dopo la costituzione di teste di ponte strategiche sull'Oder, Stalin e lo Stavka decisero di arrestare temporaneamente l'avanzata e riorganizzare le forze prima dell'attacco diretto a Berlino; nonostante il disappunto del generale Čujkov, favorevole a continuare subito l'offensiva, l'8ª Armata delle guardie quindi passò sulla difensiva e consolidò le posizioni raggiunte.
Per due mesi l'8ª Armata delle guardie rimase ferma sull'Oder e riorganizzò e potenziò le sue forze in preparazione della prevista offensiva finale su Berlino; in questo periodo l'armata rafforzò le sue posizioni con azioni locali nella testa di ponte, respinse alcuni attacchi di alleggerimento tedeschi e soprattutto conquistò, alla fine di marzo 1945, l'importante città di Küstrin, sbaragliando i difensori che erano rimasti sulla riva orientale dell'Oder. Il 16 aprile 1945 ebbe inizio finalmente il grande attacco su Berlino e l'8ª Armata delle guardie sferrò l'offensiva principale dopo aver concentrato gran parte delle sue forze nella testa di ponte sull'Oder di fronte alle solide posizioni tedesche sulle alture di Seelow. I primi assalti incontrarono la tenace resistenza del nemico e, anche per errori tattici da parte del comando superiore sovietico, i soldati dell'armata subirono pesanti perdite i primi tre giorni, attaccando allo scoperto e in massa le alture di Seelow e non riuscirono ad effettuare uno sfondamento in profondità nonostante l'intervento in massa delle poderose riserve corazzate del 1° Fronte bielorusso.

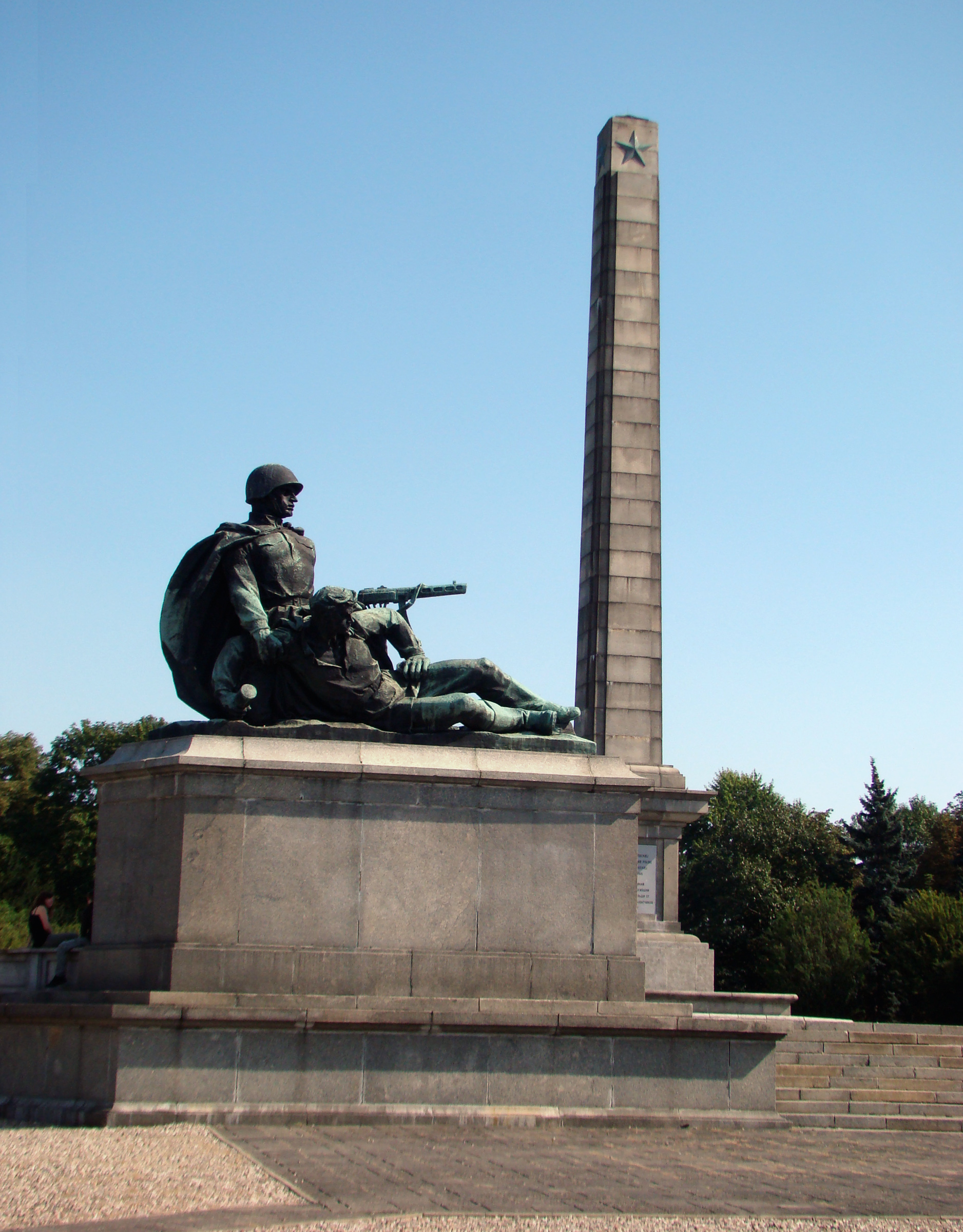
Monumento a Varsavia dedicato ai soldati sovietici del "1º Fronte bielorusso", comprese le truppe dell'8ª Armata delle guardie.

Dopo combattimenti prolungati e aver subito pesanti perdite, finalmente il 19 aprile 1945 l'8ª Armata delle guardie completò lo sfondamento, conquistò le alture strategiche di Seelow e poté dare inizio, insieme ai mezzi corazzati della 1ª Armata corazzata delle guardie, all'avanzata in campo aperto verso Berlino. In questa fase si manifestarono forti contrasti personali tra il generale Čujkov e l'energico comandante in capo del "1º Fronte bielorusso", il maresciallo Georgij Žukov. La periferia della capitale tedesca venne raggiunta contemporaneamente da numerose armate sovietiche entro il 24 aprile e due giorni dopo venne completata la manovra d'accerchiamento intorno a Berlino; l'8ª Armata delle guardie penetrò nei sobborghi della città da sud-est, mentre altre formazioni iniziavano l'avanzata dentro Berlino da est, da nord e da sud. La battaglia nell'area urbana della capitale ebbe inizio il 26 aprile e fu subito estremamente accanita e sanguinosa. Il generale Čujkov era esperto di guerra all'interno di grandi centri abitati e cercò di riorganizzare le sue truppe d'assalto tenendo conto delle difficoltà tattiche e dei precedenti di Stalingrado e Budapest, ma anche i veterani dell'8ª Armata trovarono molto arduo avanzare verso il centro di Berlino.
Accese rivalità tra i comandanti sovietici resero ancor più difficile la vittoria e ostacolarono il coordinamento tra le varie armate; i soldati dell'8ª Armata si aprirono faticosamente il passo dopo aver in parte tagliato la strada ai commilitoni del 1° Fronte ucraino del maresciallo Ivan Konev che avanzavano da sud e che furono costretti a deviare rinunciando ad entrare nel centro della capitale. L'8ª Armata quindi poté riprendere l'avanzata insieme ai mezzi corazzati della 1ª Armata corazzata delle guardie e del 11º Corpo corazzato; dopo aver conquistato l'aeroporto di Tempelhof, i soldati del generale Čujkov si trovarono di fronte l'ostacolo del canale Landwehr che fu superato con notevole difficoltà e dopo scontri sanguinosi. Il 30 aprile 1945 l'armata era a poche centinaia di metri dalla Cancelleria e dal Reichstag, ma venne preceduta dai reparti della 3ª Armata d'assalto che, avanzando da nord, riuscirono per primi a raggiungere e conquistare il palazzo del Parlamento tedesco. Cruenti combattimenti continuarono nelle ore seguenti per il possesso dei luoghi simbolici del centro di Berlino, ma ormai la resistenza, dopo il suicidio di Adolf Hitler, dava segni di cedimento. Il 1 maggio 1945 il generale Hans Krebs, capo di stato maggiore dell'esercito tedesco, si presentò davanti alle linee dell'8ª Armata delle guardie ed ebbe alcuni colloqui infruttuosi con il generale Čujkov per stabilire una tregua. Il 2 maggio 1945 infine il comandante della guarnigione di Berlino, generale Helmuth Weidling, decise di arrendersi con i reparti superstiti al generale Čujkov e all'8ª Armata che in questo modo ebbero il privilegio di concludere la guerra, iniziata drammaticamente alle porte di Stalingrado, ricevendo la capitolazione della capitale nemica.

### L'8ª Armata delle guardie durante la Guerra fredda

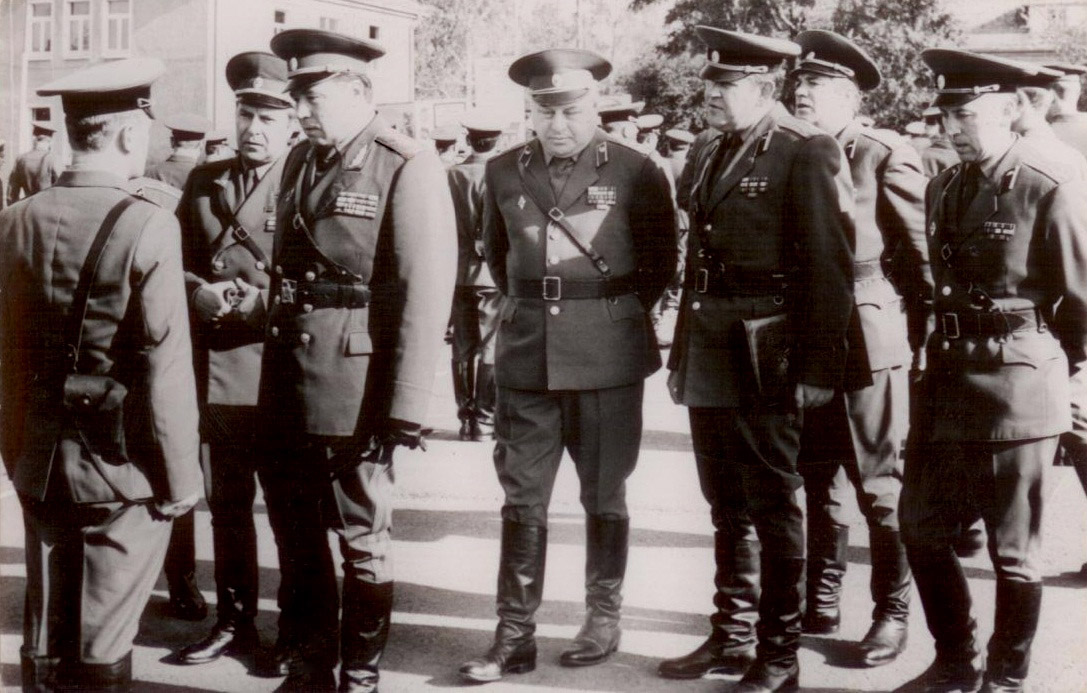
Alti ufficiali dell'8ª Armata delle guardie negli anni ottanta.

Dopo la fine della seconda guerra mondiale l'8ª Armata delle guardie rimase, sulla base di una decisione dell'alto comando sovietico del 29 maggio 1945, tra le truppe di occupazione della Germania che nel 1954 presero la denominazione ufficiale di Gruppo di forze sovietiche in Germania. L'armata stabilì inizialmente il suo quartier generale a Jena ma nel luglio 1945 il posto di comando venne trasferito a Weimar dove rimase sino alla fine dell'anno 1945; dal gennaio 1946 fino al ritiro dal territorio tedesco nel 1990, il quartier generale fu posizionato invece nella cittadina di Nohra.

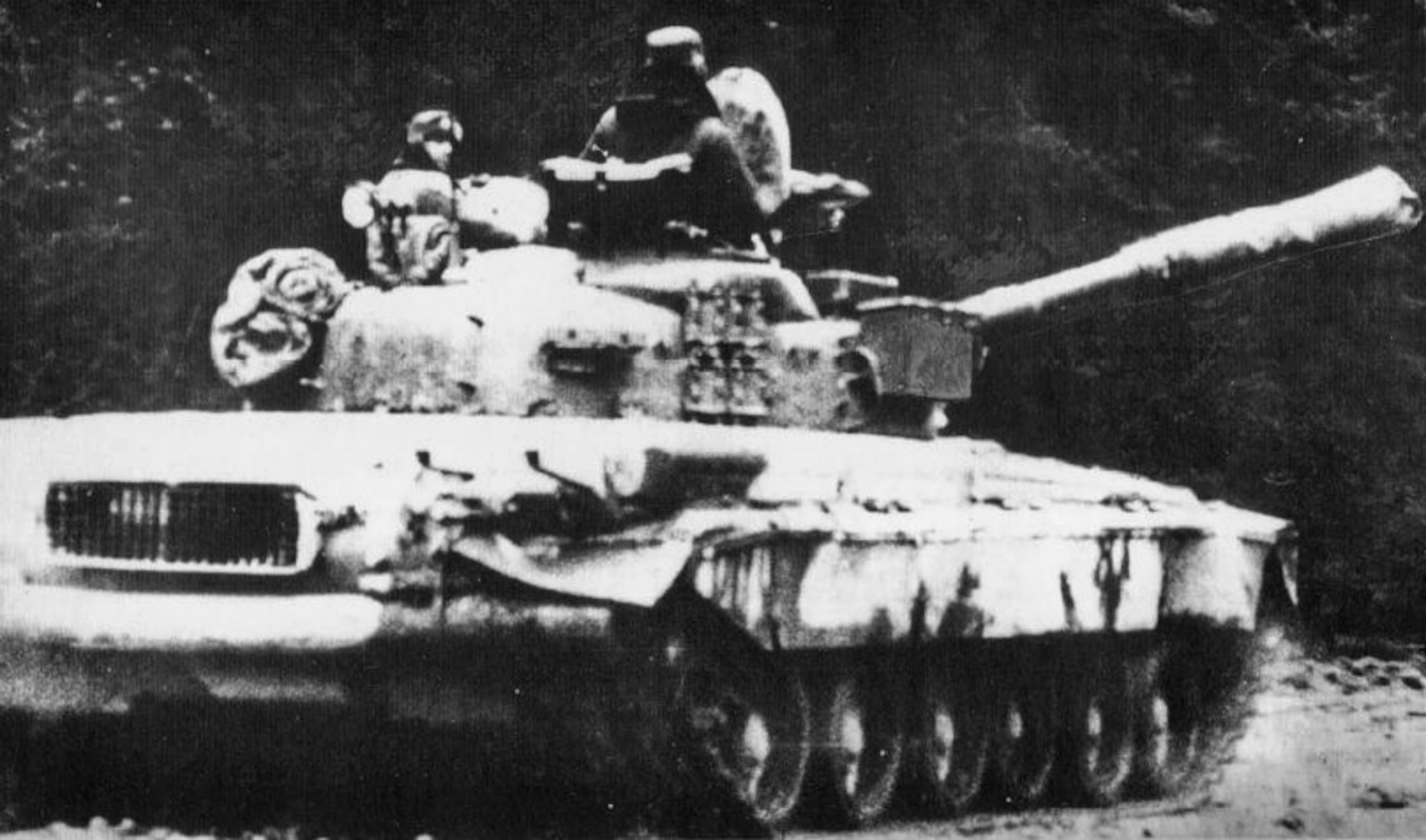
Carro T-80 del Gruppo di forze sovietiche in Germania in addestramento negli anni 80.

Durante il lungo periodo della Guerra fredda, la forte ostilità politico-militare con le potenze occidentali della NATO, l'8ª Armata delle guardie rimase schierata, in stato di elevata prontezza operativa, in Germania orientale di fronte al famoso varco di Fulda, il settore strategico ritenuto dai pianificatori militari occidentali particolarmente vulnerabile in caso di attacco sovietico. Le unità avanzate dell'armata distavano solo cinque chilometri dal confine e il comando supremo della NATO temeva fortemente un eventuale attacco dell'8ª Armata delle guardie attraverso il varco di Fulda che avrebbe dovuto essere difeso in caso di guerra dai due corpi d'armata della 7ª Armata statunitense.
L'8ª Armata delle guardie rimase in addestramento per decenni nelle sue aree di schieramento, ma nel periodo della Guerra fredda prese parte anche ad operazioni attive, essendo stata impegnata dal 15 maggio al 5 novembre 1968 nella cosiddetta "operazione Danubio", l'invasione, senza incontrare reale resistenza, della Cecoslovacchia, di cui si temeva una defezione dal patto di Varsavia. L'armata, impiegata insieme alla 1ª Armata corazzata delle guardie, attraversò il confine tra DDR e Cecoslovacchia e avanzò fino alla regione di Bor; i soldati dell'8ª Armata ricevettero un encomio da parte del ministero della Difesa sovietico per le capacità operative dimostrate nell'operazione Danubio.
L'8ª Armata delle guardie era una delle più grandi e potenti formazioni delle forze sovietiche in Germania; con una forza effettiva media di circa 90.000 soldati, era equipaggiata con i materiali più moderni a disposizione dell'Armata Rossa. Al momento del suo ritiro nel 1990 disponeva in totale di 958 carri armati T-80, 1.872 mezzi corazzati da combattimento per la fanteria e 414 cannoni semoventi, suddivisi nelle divisioni assegnate all'armata; in particolare la 39ª Divisione delle guardie aveva 155 carri T-80, 637 mezzi corazzati e 126 cannoni semoventi, mentre la 79ª Divisione corazzata delle guardie disponeva di 322 T-80, 278 mezzi corazzati e 72 cannoni semoventi.
Dopo la riunificazione della Germania nel 1990 e la firma tra le quattro grandi potenze vincitrici della seconda guerra mondiale del "Trattato sullo stato finale della Germania", il raggruppamento delle forze sovietiche stanziato sul territorio tedesco, compresa l'8ª Armata delle guardie, venne sciolto e le sue formazioni furono ordinatamente trasferite in Russia. L'8ª Armata delle guardie completò il suo trasferimento nei primi mesi del 1992 e venne posizionata a Volgograd; dopo essere stata trasformata inizialmente in 8º Corpo motorizzato fucilieri delle guardie, la formazione è stata successivamente sciolta.

### Ricostituzione e guerra in Ucraina
L'8ª Armata delle guardie è stata ufficialmente ricostituita nel 2017 con posto di comando a Novočerkassk, nella Russia meridionale, nel quadro del programma di graduale potenziamento dell'esercito della Federazione russa. La nuova armata è costituita principalmente da due divisioni di fucilieri motorizzati e da una serie di reparti minori. Nel corso dell'invasione russa dell'Ucraina del 2022 ha preso anche il controllo delle forze separatiste filo-russe della regione del Donbass, integrando nel proprio organico il 1º Corpo d'armata della Repubblica Popolare di Doneck e il 2º Corpo d'armata della Repubblica Popolare di Lugansk. Il 15 marzo 2022 è stato ucciso da un cecchino a Mariupol' il vice comandante dell'armata, maggior generale Vladimir Frolov. Nell'estate del 2024 i due corpi d'armata sono stati riorganizzati in armate combinate indipendenti, la 3ª "Lugansk-Severodoneck" e la 51ª "Doneck", venendo quindi distaccati dall'8ª Armata. Il 5 agosto 2024 l'armata è stata insignita del titolo onorifico di unità delle guardie. Il 30 giugno 2025 un attacco missilistico ucraino ha colpito il posto comando dell'armata a Donec'k, uccidendo 9 alti ufficiali tra cui il comandante ad interim e il capo responsabile per le comunicazioni, colonnelli Ruslan Gorjačkin e Vasilij Skirnevskij. Secondo documenti russi ottenuti dall'intelligence ucraina, dall'inizio del 2024 al 7 giugno 2025 le due divisioni dell'armata avrebbero subito perdite confermate 6921 morti, senza contare i dispersi e i feriti, stimati rispettivamente in 6000 e 36000.

## Ordini di battaglia dell'8ª Armata delle guardie

### Durante la seconda guerra mondiale
- 4º Corpo fucilieri delle guardie
  - 35ª Divisione fucilieri delle guardie
  - 47ª Divisione fucilieri delle guardie
  - 57ª Divisione fucilieri delle guardie
- 28º Corpo fucilieri delle guardie
  - 39ª Divisione fucilieri delle guardie
  - 79ª Divisione fucilieri delle guardie
  - 88ª Divisione fucilieri delle guardie
- 29º Corpo fucilieri delle guardie
  - 27ª Divisione fucilieri delle guardie
  - 74ª Divisione fucilieri delle guardie
  - 82ª Divisione fucilieri delle guardie
- 11º Corpo corazzato

### Durante la guerra fredda
- 79ª Divisione corazzata delle guardie
- 27ª Divisione fucilieri motorizzata delle guardie
- 39ª Divisione fucilieri motorizzata delle guardie
- 57ª Divisione fucilieri motorizzata delle guardie
- 11ª Brigata missili
- 449ª Brigata missili
- 390ª Brigata artiglieria delle guardie
- 18ª Brigata missili antiaerei
- 119º Reggimento autonomo carri

## Ordine di battaglia attuale
Nel 2024, l'armata, inquadrata nel Distretto militare meridionale, comprende le seguenti unità:
- 20ª Divisione fucilieri motorizzata delle guardie "Ciscarpazia-Berlino" (unità militare 58550)
  -  33º Reggimento fucilieri motorizzato "Berlino-Cosacchi del Don" (unità militare 82717)
  - 242º Reggimento fucilieri motorizzato delle guardie "Zališčyky" (unità militare 46217)[36]
  -  255º Reggimento fucilieri motorizzato "Volgograd-Korsun-M. S. Šumilov" (unità militare 13766)
  - 10º Reggimento corazzato "Nižnij Novgorod-Kuz'ma Minin" (unità militare 24314)
  -  944º Reggimento artiglieria semovente "Černivci-Gniezno" (unità militare 54381)
- 150ª Divisione fucilieri motorizzata delle guardie "Idrica-Berlino" (unità militare 22179)
  -  102º Reggimento fucilieri motorizzato delle guardie "Slonim-Pomerania" (unità militare 91706)
  -  103º Reggimento fucilieri motorizzato (unità militare 91708)[36]
  -  68º Reggimento corazzato delle guardie "Žytomyr-Berlino" (unità militare 91714)
  -  163º Reggimento corazzato delle guardie "Nižyn" (unità militare 84839)
  -  381º Reggimento artiglieria delle guardie "Varsavia" (unità militare 24390)
- 238ª Brigata artiglieria delle guardie (unità militare 39235)
- 47ª Brigata missilistica delle guardie "Zaporižžja-Odessa" (unità militare 33166)
- 78ª Brigata missilistica contraerea
- 133ª Brigata comando (unità militare 31955)
- 33º Reggimento genio delle guardie
- 39º Reggimento difesa NBC (unità militare 16390)

## Comandanti dell'8ª Armata delle guardie
- Tenente generale Vasilij Ivanovič Čujkov (16 aprile 1943 - 5 luglio 1946)
- Colonnello generale Ivan Vasilevič Boldin (5 luglio 1946 - 12 marzo 1951)
- Tenente generale Sergeij Georgevič Gorjačev (12 marzo 1951 - 21 dicembre 1953)
- Colonnello generale Ivan Mikhailovič Čistyakov (21 dicembre 1953 - 18 settembre 1954)
- Colonnello generale Georgij Ivanovič Chetagurov (18 settembre 1954 - 1 aprile 1958)
- Tenente generale Vladimir Fëderovič Tolubka (16 aprile 1958 - 17 marzo 1960)
- Tenente generale Ivan Egorivič Šavrov (17 marzo 1960 - 3 ottobre 1963)
- Tenente generale Aleksandr Georgevič Šurulov (3 ottobre 1963 - 25 aprile 1968)
- Tenente generale Ivan Ivanovič Jurpolskij (25 aprile 1968 - 16 dicembre 1969)
- Tenente generale Fëdor Fëdorovič Viktorov (16 dicembre 1968 - 19 luglio 1972)
- Tenente generale Aleksej Mikhailovič Matveenko (11 agosto 1972 - 18 dicembre 1975)
- Tenente generale Ivan Petrovič Volkonskij (18 dicembre 1975 - marzo 1978)
- Tenente generale Anatolij Vladimirovič Betechtin (marzo 1978 - giugno 1981)
- Tenente generale Aleksandr Vasilevič Kovtunov (giugno 1981 - 13 agosto 1983)
- Tenente generale Evgenij Ivanovič Krylov (14 agosto 1983 - luglio 1985)
- Tenente generale Vladislav Alekseevič Achalov (luglio 1985 - dicembre 1987)
- Tenente generale Nikolaj Adamovič Kove (dicembre 1987 - ottobre 1989)
- Tenente generale Leonid Illarionovič Kovalyev (ottobre 1989 - 13 dicembre 1990)
- Tenente generale Vasilij Ivanovič Isaev (14 dicembre 1990 - 1992)
- Tenente generale Vasilij Petrovič Sosedov (1992 - giugno 1993)
- Maggior generale Lev Jakovlevič Rochlin (giugno 1993 - 1994)
- Tenente generale Sergej Kuzovlev (marzo 2017 - febbraio 2019)[37][38]
- Tenente generale Andrej Syčevoj (febbraio 2019 - novembre 2021)
- Tenente generale Andrej Mordvičev (novembre 2021 - febbraio 2023)
- Colonnello generale Gennadij Anaškin (febbraio 2023 - maggio 2024)[39]
- Colonnello Ruslan Gorjačkin (maggio 2024 - giugno 2025) ad interim †[31]